# Шеми
Шеми — село в Дзун-Хемчикском кожууне Республики Тыва. Административный центр и единственный населённый пункт Шеминского сумона (Шеминское сельское поселение).

## География
Расположено на одноимённой реке Шеми в 33 км к юго-западу от центра кожууна — города Чадана.
Уличная сеть
Серенмаа пер., ул. Александр Шаалы, ул. Борбак-Арыг, ул. Дамдына Куулар, ул. Заречная, ул. Зелёная, ул. Кара-Сала Даан, ул. Ленина, ул. Молодежная, ул. Найырал.
К селу примыкают местечки (населённые пункты без статуса поселения) м. Адыр-Тей, м. Аккара-Суг, м. Алдыы-Ховужук, м. Арыскан, м. Бедик-Элезин, м. Даштыг-Тей, м. Доргун, м. Кудук, м. Кулузун-Даг, м. Кызыл-Даш, м. Мойналык668115 м. Сарыг-Сиген, м. Тевелиг-Чарык, м. Устуу-Хадын, м. Хадын-Аксы, м. Хараганныг-Узук, м. Хаялыг-Даг, м. Ховужук, м. Чангыс-Хадын, м. Чинге-Оорга, м. Чолдак-Кара-Суг, м. Шиви-Кудуруу, м. Элезинниг-Чарык.

## Население
| 2002  | 2010  | 2011  | 2012  | 2013  | 2014  | 2015  |
| ----- | ----- | ----- | ----- | ----- | ----- | ----- |
| 1105  | ↗1111 | ↘1106 | ↘1090 | ↘1078 | ↗1082 | ↗1092 |
| 2016  | 2017  | 2018  | 2019  | 2020  | 2021  |       |
| ↗1100 | ↗1110 | ↗1127 | →1127 | ↘1123 | ↘999  |       |

## Транспорт
Автодороги местного значения, есть выезд на автодорогу местного значения 93К-109.

## Люди, связанные с селом
- Дондук Куулар (1888—1932) — государственный деятель Тывы, один из создателей Тувинской Народной Республики. Его имя носит улица Дамдына Куулар.
- Хеймер-оол Опанович Ондар (1936—2002) — учёный-математик, заслуженный деятель науки Республики Тыва.